# Рохер Тауль
Рохер Тауль (ісп. Roger Tahull, 11 травня 1997) — іспанський ватерполіст.
Учасник Олімпійських Ігор 2016 року.
Чемпіон світу з водних видів спорту 2022 року.